# Lise Gregory
Pour les articles homonymes, voir Gregory.
Ne pas confondre avec Nerida Gregory
Lise Gregory (née le 29 août 1963 à Durban) est une joueuse de tennis sud-africaine, professionnelle du milieu des années 1980 à 1993.
Pendant sa carrière, elle a gagné sept titres sur le circuit WTA, tous en double.

## Palmarès

### Titres en double dames
| No | Date       | Nom et lieu du tournoi                 | Catégorie | Dotation  | Surface         | Partenaire       | Finalistes                        | Score         |          |
| -- | ---------- | -------------------------------------- | --------- | --------- | --------------- | ---------------- | --------------------------------- | ------------- | -------- |
| 1  | 12-10-1987 | Honda Classic San Juan                 |           | 75 000 $  | Dur (ext.)      | Ronni Reis       | Cammy MacGregor Cynthia MacGregor | 7-5, 7-5      | Parcours |
| 2  | 25-07-1988 | Northern California Open Aptos         | Tier V    | 50 000 $  | Dur (ext.)      | Ronni Reis       | Patty Fendick Jill Hetherington   | 6-3, 6-4      | Parcours |
| 3  | 20-02-1989 | Virginia Slims of Kansas Wichita       | Tier V    | 100 000 $ | Dur (int.)      | Manon Bollegraf  | Sandy Collins Leila Meskhi        | 6-2, 7-6      | Parcours |
| 4  | 16-07-1990 | Virginia Slims of Newport Newport (RI) | Tier III  | 225 000 $ | Gazon (ext.)    | Gretchen Rush    | Patty Fendick Anne Smith          | 7-6, 6-1      | Parcours |
| 5  | 24-09-1990 | Volkswagen Grand Prix Leipzig          | Tier III  | 225 000 $ | Moquette (int.) | Gretchen Rush    | Manon Bollegraf Jo Durie          | 6-2, 4-6, 6-3 | Parcours |
| 6  | 11-02-1991 | Colorado Classic Aurora                | Tier V    | 100 000 $ | Dur (int.)      | Gretchen Rush    | Patty Fendick Lori McNeil         | 6-4, 6-4      | Parcours |
| 7  | 22-07-1991 | Westchester Cup Westchester            | Tier V    | 100 000 $ | Dur (ext.)      | Rosalyn Fairbank | Katrina Adams Lori McNeil         | 7-5, 6-4      | Parcours |

### Finales en double dames
| No | Date       | Nom et lieu du tournoi                    | Catégorie | Dotation  | Surface      | Vainqueures                          | Partenaire      | Score         |          |
| -- | ---------- | ----------------------------------------- | --------- | --------- | ------------ | ------------------------------------ | --------------- | ------------- | -------- |
| 1  | 15-05-1989 | Lufthansa Cup Berlin                      | Tier I    | 300 000 $ | Terre (ext.) | Elizabeth Smylie Janine Thompson     | Gretchen Rush   | 5-7, 6-3, 6-2 | Parcours |
| 2  | 22-05-1989 | Internationaux de Strasbourg Strasbourg   | Tier V    | 100 000 $ | Terre (ext.) | Mercedes Paz Judith Wiesner          | Gretchen Rush   | 6-3, 6-3      | Parcours |
| 3  | 19-02-1990 | Virginia Slims of Oklahoma Oklahoma City  | Tier IV   | 150 000 $ | Dur (int.)   | Mary Lou Piatek Wendy White          | Manon Bollegraf | 7-5, 7-2      | Parcours |
| 4  | 11-06-1990 | Dow Classic Birmingham                    | Tier IV   | 150 000 $ | Gazon (ext.) | Larisa Neiland Natasha Zvereva       | Gretchen Rush   | 3-6, 6-3, 6-3 | Parcours |
| 5  | 01-04-1991 | Family Circle Mag. Cup Hilton Head        | Tier I    | 500 000 $ | Terre (ext.) | Claudia Kohde-Kilsch Natasha Zvereva | Mary Lou Piatek | 6-4, 6-0      | Parcours |
| 6  | 05-08-1991 | Virginia Slims of Albuquerque Albuquerque | Tier IV   | 150 000 $ | Dur (ext.)   | Katrina Adams Isabelle Demongeot     | Peanut Louie    | 6-7, 6-4, 6-3 | Parcours |

## Parcours en Grand Chelem

### En simple dames
| Année | Open d'Australie | Open d'Australie  | Internationaux de France | Internationaux de France | Wimbledon       | Wimbledon             | US Open | US Open |
| 1988  | -                | -                 | -                        | -                        | 1er tour (1/64) | Christiane Jolissaint | -       | -       |
| 1990  | 1er tour (1/64)  | Natalia Medvedeva | -                        | -                        | -               | -                     | -       | -       |

À droite du résultat, l’ultime adversaire.

### En double dames
| Année | Open d'Australie            | Open d'Australie           | Internationaux de France    | Internationaux de France   | Wimbledon                    | Wimbledon                  | US Open                      | US Open                    |
| 1988  | -                           | -                          | 2e tour (1/16) Ronni Reis   | Lori McNeil B. Nagelsen    | 1er tour (1/32) Ronni Reis   | Navrátilová Pam Shriver    | 2e tour (1/16) Ronni Reis    | Kohde-Kilsch Helena Suková |
| 1989  | 3e tour (1/8) Ronni Reis    | Patty Fendick Hetherington | 3e tour (1/8) Gretchen Rush | A. Sánchez J. Wiesner      | 2e tour (1/16) Gretchen Rush | Steffi Graf G. Sabatini    | 3e tour (1/8) Gretchen Rush  | G. Fernández Robin White   |
| 1990  | 2e tour (1/16) Louise Field | Katrina Adams Lori McNeil  | 3e tour (1/8) Gretchen Rush | Jana Novotná Helena Suková | 3e tour (1/8) Gretchen Rush  | G. Fernández Navrátilová   | 3e tour (1/8) Gretchen Rush  | A. Sánchez Robin White     |
| 1991  | 1/4 de finale M. Bollegraf  | Patty Fendick MJ Fernández | 1er tour (1/32) Penny Barg  | Tracey Morton Clare Wood   | 2e tour (1/16) Alysia May    | R. Kordová A. Strnadová    | 3e tour (1/8) M. L. Piatek   | Jana Novotná L. Neiland    |
| 1992  | 2e tour (1/16) R. Fairbank  | Tracey Morton Clare Wood   | -                           | -                          | 2e tour (1/16) Louise Field  | Sandy Collins Elna Reinach | 1er tour (1/32) Louise Field | Jana Novotná L. Neiland    |

Sous le résultat, la partenaire ; à droite, l’ultime équipe adverse.

### En double mixte
| Année | Open d'Australie            | Open d'Australie        | Internationaux de France     | Internationaux de France  | Wimbledon                   | Wimbledon                | US Open                       | US Open                   |
| 1988  | -                           | -                       | -                            | -                         | 2e tour (1/16) P. Aldrich   | Navrátilová E. Sánchez   | -                             | -                         |
| 1989  | 2e tour (1/8) Neil Broad    | Jana Novotná Jim Pugh   | 2e tour (1/16) Stefan Kruger | P. Etchemendy T. Champion | -                           | -                        | -                             | -                         |
| 1990  | -                           | -                       | 1er tour (1/32) John Sobel   | Zina Garrison S. Stewart  | 1er tour (1/32) C. Beckman  | M. Jaggard B. Dyke       | 1er tour (1/16) Stefan Kruger | Gretchen Rush Todd Nelson |
| 1991  | 2e tour (1/8) Stefan Kruger | E. Smylie J. Fitzgerald | 2e tour (1/16) Stefan Kruger | I. Demongeot Piet Norval  | 1er tour (1/32) W. Ferreira | C. Benjamin Kent Kinnear | 1er tour (1/16) Kent Kinnear  | M. Bollegraf Tom Nijssen  |
| 1992  | 1er tour (1/16) P. Aldrich  | S. Rehe G. Ivanišević   | -                            | -                         | 1er tour (1/32) P. Aldrich  | Zina Garrison Rick Leach | -                             | -                         |

Sous le résultat, le partenaire ; à droite, l’ultime équipe adverse.

## Parcours aux Masters

### En double dames
| # | Date       | Nom de l'édition                      | ($)       | Surface         | Résultat      | Partenaire    | Ultimes adversaires          | Score    |          |
| - | ---------- | ------------------------------------- | --------- | --------------- | ------------- | ------------- | ---------------------------- | -------- | -------- |
| 1 | 12/11/1990 | Virginia Slims Championships New York | 3 000 000 | Moquette (int.) | 1/4 de finale | Gretchen Rush | Mercedes Paz Arantxa Sánchez | 6-3, 6-4 | Parcours |

## Classements WTA en fin de saison

### En simple
| Année | 1986 | 1987 | 1988 | 1989 | 1990 | 1991 | 1992 |
| Rang  | 342  | 170  | 218  | 249  | 275  | 489  | 656  |

Source : (en) « Classements de Lise Gregory », sur le site officiel du WTA Tour

### En double
| Année | 1986 | 1987 | 1988 | 1989 | 1990 | 1991 | 1992 |
| Rang  | 193  | 100  | 73   | 35   | 20   | 28   | 75   |

Source : (en) « Classements de Lise Gregory », sur le site officiel du WTA Tour